# 엔아민

엔아민의 일반적인 구조

엔아민(Enamine)은 알데하이드 또는 케톤과 이차 아민의 축합으로 생성된 불포화 화합물이다. 엔아민은 다양한 중간체이다.
"엔아민"이라는 단어는 알켄의 접미사로 사용되는 접두사 en-과 아민의 어근에서 파생되었다. 이는 알켄(en-)과 알코올(-ol)을 모두 포함하는 작용기인 엔올과 비교할 수 있다. 엔아민은 엔올의 질소 유사체로 간주된다.
만약 질소 치환체 중 하나 또는 둘 모두가 수소 원자이면, 그것은 이민의 호변 이성질체 형태이다. 이것은 보통 이민으로 재배열되지만, 몇 가지 예외가 있다(아닐린 등). 엔아민-이민 호변 이성질체는 케토-엔올 호변 이성질체와 유사하다고 볼 수 있다. 두 경우 모두 수소 원자가 헤테로원자(산소 또는 질소)와 두 번째 탄소 원자 사이에서 위치를 전환한다.
엔아민은 좋은 친핵체이자 좋은 염기이다. 탄소 기반 친핵체로서의 그들의 행동은 다음 공명 구조를 참고하여 설명된다.

엔아민의 공명 구조

## 형성

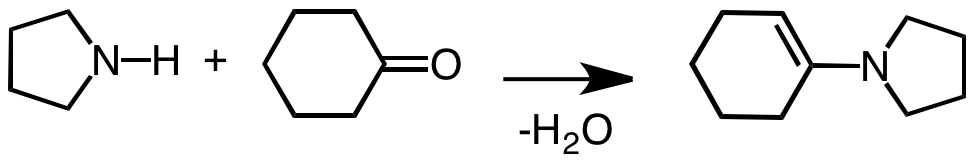
엔아민을 생성하는 축합 반응.

엔아민은 상업적으로 이용 가능한 출발 시약으로부터 쉽게 생산될 수 있다. 일반적으로 엔아민은 이차 아민과의 α-수소를 포함하는 케톤 또는 알데하이드 종의 산 촉매 친핵 반응에 의해 생성된다. 반응하는 아민의 pKaH가 충분히 높다면(예: pKaH가 11.26인 피롤리딘), 산 촉매는 항상 필요한 것은 아니다. 그러나 반응하는 아민의 pKaH가 낮으면 첨가 단계와 탈수 단계 모두에 산 촉매가 필요하다 (일반적인 건조제에는 MgSO4와 Na2SO4가 포함된다). 1차 아민은 열역학적으로 더 안정한 이민 종이 우선적으로 형성되기 때문에 일반적으로 엔아민 합성에 사용되지 않는다. 메틸 케톤 자가 축합은 반응 혼합물에 TiCl4를 첨가하여(물을 제거제로 작용하게 함으로써) 피할 수 있는 부반응이다. 이차 아민과 알데하이드가 카비놀아민 중간체를 통해 엔아민을 형성하는 예시는 다음과 같다:
R
2NH  +  R'CH
2CHO   ⇌   R
2NC(OH)(H)CH
2R' (카비놀아민 형성)
R
2NC(OH)(H)CH
2R'  ⇌   R
2NCH=CHR' + H
2O (엔아민 형성)

## 구조

엔아민의 선택된 결합 거리(피코미터s). 붉은색 원자는 거의 같은 평면에 있다.

엑스선결정학으로 나타난 바와 같이, 엔아민의 C
3NC
2 부분은 거의 평면에 가깝다. 이러한 배열은 C=CN 핵의 sp2 혼성화를 반영한다.

## 반응

### 알킬화
엔아민은 엔올보다 친핵성이 높지만, 여전히 선택적으로 반응하여 알킬화 반응에 유용하다. 엔아민 친핵체는 할로알칸을 공격하여 알킬화된 이미늄 염 중간체를 형성한 다음 가수분해되어 케톤(엔아민 합성의 출발 물질)을 재생성한다. 이 반응은 길버트 스토크가 개척했으며, 때로는 발명가의 이름을 따서 스토크 엔아민 알킬화라고도 불린다. 유사하게, 이 반응은 효과적인 아실화 수단으로 사용될 수 있다. 벤질, 알릴 할라이드를 포함한 다양한 알킬화제 및 아실화제가 이 반응에 사용될 수 있다.
R
2N−CH=CHR' +  R"X  →  [R
2N+
=CH−CHR'R"]X−
  (엔아민의 알킬화)
[R
2N+
=CH−CHR'R"]+
X−
  + H
2O  →   R
2NH  + R'R"CHCHO  (생성된 이미늄 염의 가수분해, 2-알킬화된 알데하이드 생성)

### 아실화
엔아민 알킬화와 매우 유사한 반응에서 엔아민은 아실화될 수 있다. 이 아실화된 이민의 가수분해는 1,3-다이카보닐을 형성한다.
R
2N−CH=CHR' +  R"COCl  →  [R
2N+
=CH−CHR'C(O)R"]Cl−
  (엔아민의 아실화)
[R
2N+
=CH−CHR'C(O)R"]+
Cl  + H
2O  →   R
2NH  + O=C(H)CH(R')CR"=O  (생성된 아실 이미늄 염의 가수분해, C-아실화된 알데하이드 생성)

### 금속 엔아민
리튬 아마이드와 같은 강한 염기는 이민을 탈양성자화하여 금속 엔아민을 형성하는 데 사용될 수 있다. 금속 엔아민은 친핵성(엔올레이트보다 친핵성이 높다) 때문에 합성적으로 유용하다는 것이 입증될 수 있다. 따라서 이들은 약한 친전자체와 더 잘 반응할 수 있다(예: 에폭사이드를 여는 데 사용될 수 있다.) 가장 두드러지게, 이러한 반응은 카이랄 중간 금속 엔아민으로의 변환을 통해 케톤의 비대칭 알킬화를 가능하게 했다.

### 할로겐화
엔아민의 염소화 후 가수분해는 α-할로 유도체를 생성한다.
R
2NCH=CHR' +  Cl
2  →  [R
2N+
=CH−CHR'CCl]Cl−
  (엔아민의 염소화)
[R
2N+
=CH−CHR'Cl]Cl−
  + H
2O  →   R
2NH  + R'CH(Cl)CHO  (클로로이미늄의 가수분해, 클로로알데하이드 생성)
염소화 외에 브롬화 및 요오드화도 입증되었다.

### 산화적 짝지음
엔아민은 질산세륨암모늄으로 처리함으로써 엔올 실란과 효율적으로 교차 짝지음될 수 있다. 아민 존재하에 알데하이드의 산화적 이합체화는 엔아민 형성 후에 최종 피롤 형성으로 진행된다. 이 대칭 피롤 합성 방법은 2010년에 지아(Jia) 그룹에 의해 개발되었으며, 피롤 함유 천연물 합성의 귀중한 새로운 경로이다.

### 고리화
엔아민 화학은 로빈슨 고리화 반응의 한 번에 비대칭 버전을 생산하기 위해 구현되었다. 1935년 로버트 로빈슨이 발표한 로빈슨 고리화 반응은 케톤과 메틸 비닐 케톤(일반적으로 MVK로 약칭)을 결합하여 사이클로헥세논 융합 고리 시스템을 형성하는 염기 촉매 반응이다. 이 반응은 프롤린에 의해 촉매되어 카이랄 엔아민 중간체를 통해 진행될 수 있으며, 이는 좋은 입체 선택성을 제공한다. 이것은 특히 천연물 합성 분야에서 중요하며, 예를 들어 더 복잡한 생물학적 활성 분자의 중요한 구성 요소인 빌란트-미셔 케톤의 합성에 사용된다.

## 반응성
엔아민은 엔올보다 반응에 필요한 산/염기 활성화가 적은 친핵체로 작용한다. 이들은 더 적은 부반응으로 더 큰 선택성을 제공할 수 있다. 케톤 엔아민은 알데하이드 엔아민보다 반응성이 높다. 고리형 케톤 엔아민은 질소에서 최대 평면형 형태를 갖기 때문에 5원 고리가 가장 반응성이 높고, 5>8>6>7(7원 고리가 가장 반응성이 낮다)의 반응성 경향을 따른다. 이 경향은 질소 비공유 전자쌍 오비탈의 p-성격 양에 기인하는데, p-성격이 높을수록 인접한 알켄 π-오비탈로의 전자가 풍부하여 친핵성이 높아진다. 유사하게, 질소 비공유 전자쌍이 아민 부분의 입체전자 상호작용에 참여하면, 비공유 전자쌍은 평면에서 벗어나고(피라미드형으로 됨) 인접한 π C-C 결합으로의 전자를 억제한다.
질소 중심의 입체/전자적 특성을 변경하는 것 외에도 온도, 용매, 다른 시약의 양, 친전자체의 종류를 변경하는 등 엔아민 반응성을 조절하는 많은 방법이 있다. 이러한 매개변수를 조정하면 E/Z 엔아민의 우선적 형성이 가능하며, 케톤 출발 물질로부터 더 많이/덜 치환된 엔아민의 형성에도 영향을 미친다.

## 생화학

과당 2,6-이중인산 분해에서 이미늄과 엔아민의 역할.

자연은 알돌분해효소라고 불리는 효소를 사용하여 설탕을 처리(생성 및 분해)한다. 이 효소는 엔아민의 가역적 형성을 통해 작용한다.

## 같이 보기
- 엔더스 SAMP/RAMP 하이드라존-알킬화 반응
- 하요스-패리시-에더-자우어-비헤르트 반응
- 마이클 첨가 반응
- 네니체스쿠 인돌 합성
- 유기촉매
- 로빈슨 고리화 반응
- 토프 반응
- 플루옥시메스테론